# Schlotheimia badiella
Schlotheimia badiella är en bladmossart som beskrevs av Bescherelle 1880. Schlotheimia badiella ingår i släktet Schlotheimia och familjen Orthotrichaceae. Inga underarter finns listade i Catalogue of Life.